# Faro Osinoveckij
Il faro Osinoveckij (in russo Осиновецкий маяк?, Osinoveckij Majak) è un faro situato sulla sponda occidentale del lago Ladoga, nei pressi del villaggio di Kokorevo e non lontano dal punto deve nasce il fiume Neva, emissario del lago, nell'oblast' di Leningrado in Russia.

## Storia

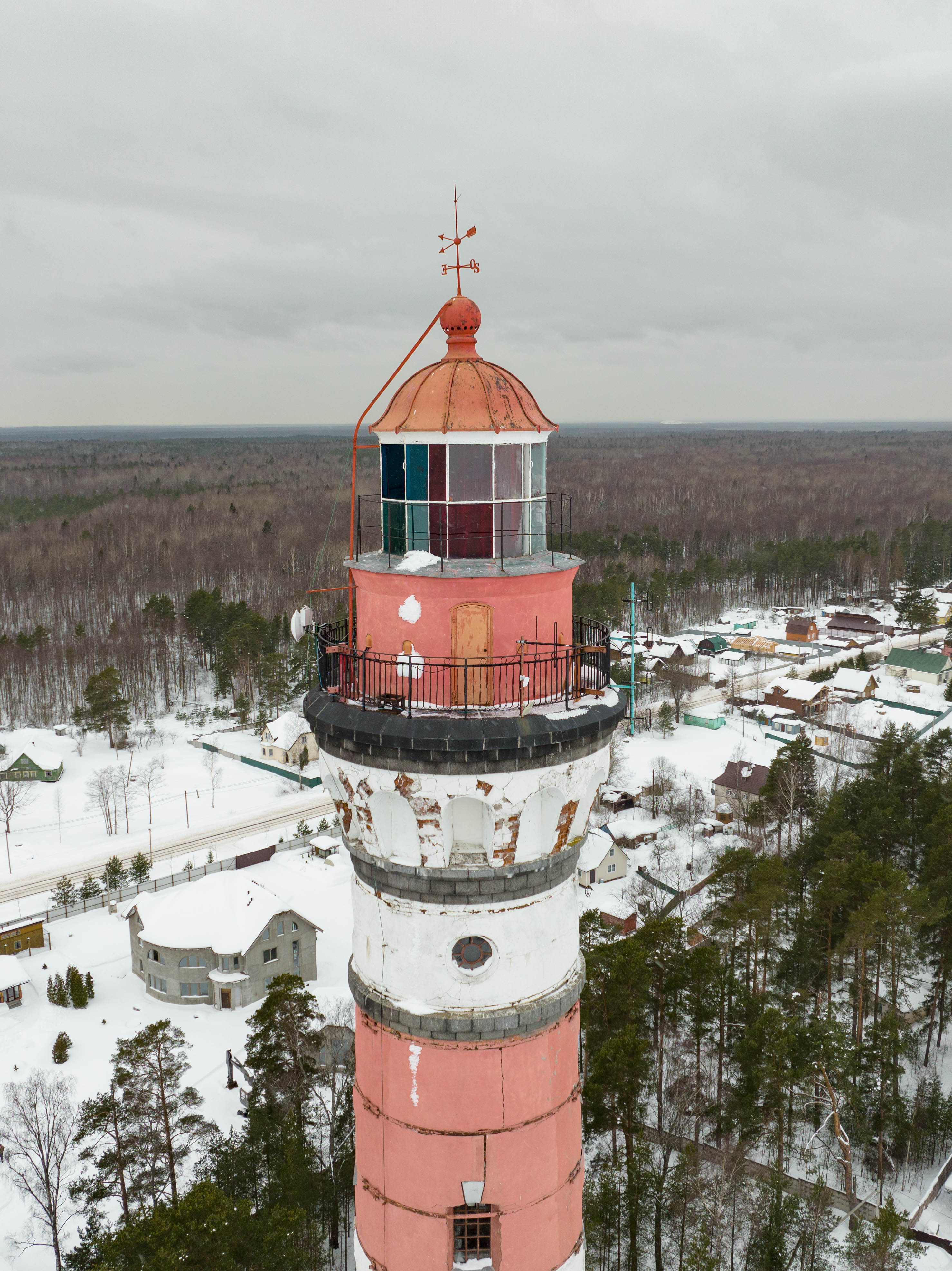
Dettaglio della cima del faro

La costruzione del faro iniziò nel 1905 e terminò intorno al 1910.
Tra il 1941 e il 1945 il faro fu un importante punto di riferimento della Strada della Vita, che metteva in comunicazione Leningrado con il lago Ladoga durante l'assedio della città permettendone i rifornimenti.

## Descrizione
Il faro è costituito da una torre in pietra a base circolare alta 70 metri, che termina con una lanterna con altezza focale di 74 metri. La torre è dipinta a strisce bianche e rosse e rinforzata con alcuni anelli di ferro. La sua luce è visibile a circa 40 chilometri di distanza.
È il nono faro tradizionale più alto al mondo e il quinto tra quelli costruiti in pietra, alle spalle del faro dell'Île Vierge, della Lanterna di Genova, del faro di Gatteville in Normandia e del faro Storoženskij, costruito nei medesimi anni sempre sul lago Ladoga e di cui è il gemello.